# Kloster Czarnowanz
Das Kloster Czarnowanz (polnisch Klasztor W Opolu-Czarnowąsach) befindet sich im Oppelner Stadtteil Czarnowanz in der Woiwodschaft Opole in Polen.

## Geschichte
Das Prämonstratenserkloster wurde vor 1211 in Rybnik gegründet und wurde 1228 nach Czarnowanz verlegt. Während des Dreißigjährigen Kriegs wurde das Kloster 1643 zerstört. Im Jahr 1784 war die Neugestaltung abgeschlossen.

## Bauwerk
Der Klosterbezirk wurde mit Mauern und Bastionstürmen an den Ecken befestigt. Der Grundriss der heutigen Anlage geht auf das Mittelalter zurück, wie am eingezogenen geraden Chor und dem rechteckigen Laienhaus ersichtlich ist. Durch Eckabschrägung erhielt das Laienhaus den erstrebten barocken Raumeindruck. Gewölbe, Wandpilaster und Ausstattung stammen teils aus dem 18. Jahrhundert. Die Form der Türme lässt vermuten, dass diese um 1600 erneuert wurden. Das Nonnenhaus mit Prälatur wurde 1692 von Hans Fröhlich erbaut. Diese Bauten mit ihren monumentalen Fronten lassen deutlich die Beziehung zu Böhmen und Österreich erkennen. Senkrecht aufsteigende Pilastervorlagen gliedern ohne Sockel die dreigeschossige Fassade. Im Inneren sind die kräftigen Stukkaturen des Refektoriums und des Kapitelsaals mit Laubwerk und Ohrmuschelmotiven.